# مرشح إيقاف النطاق

مرشح ايقاف نطاق مثالي. كما في الشكل نرى الترددات الزاوية الموجبة والسالبة

مرشح إيقاف النطاق (بالإنجليزية: band-stop filter)‏ هو مرشح يعمل تماما عكس ما يعمله مرشح تمرير النطاق إذ يقوم برفض أو توهين الترددات الواقعة ضمن نطاق معين ويمرر ما دونها.